# Луї Коягіало
Луї Альфонс Даніель Коягіало Нгбасе те Геренгбо (23 березня 1947 — 14 грудня 2014) — конголезький політик, 2012 року виконував обов'язки глави уряду країни

## Праці
- Louis Alphonse Koyagialo Ngbase te Gerengbo (2006). Massacre de Lubumbashi. с. 302.